# Оберштрој
Оберштрој (њем. Oberstreu) општина је у њемачкој савезној држави Баварска. Једно је од 37 општинских средишта округа Рен-Грабфелд. Према процјени из 2010. у општини је живјело 1.626 становника. Посједује регионалну шифру (AGS) 9673151.

## Географски и демографски подаци
Оберштрој се налази у савезној држави Баварска у округу Рен-Грабфелд. Општина се налази на надморској висини од 256 метара. Површина општине износи 22,6 km². У самом мјесту је, према процјени из 2010. године, живјело 1.626 становника. Просјечна густина становништва износи 72 становника/km².

## Међународна сарадња
| Мјесто | Држава | Врста сарадње | Од    |
| ------ | ------ | ------------- | ----- |
|        | Чешка  | партнерство   | 1996. |
| Извор  |        |               |       |